# Amphiglossa
 Amphiglossa  DC., 1838 è un genere di piante angiosperme dicotiledoni della famiglia delle Asteraceae (sottofamiglia Asteroideae, tribù Gnaphalieae e sottotribù Gnaphaliinae).

## Etimologia
Il nome del genere deriva da due parole greche "amphi" (= su entrambi i lati, doppio, ampio) e "glossa" (= lingua); si riferisce ai due fiori femminili marginali in ogni capolino.
Il nome scientifico del genere è stato definito dal botanico Augustin Pyramus de Candolle (1778-1841) nella pubblicazione " Prodromus Systematis Naturalis Regni Vegetabilis... (DC.)" (Prodr. [A. P. de Candolle] 6: 258) del 1838.

## Descrizione
Habitus. Le specie di questo genere hanno un habitus di tipo arbustivo. I cauli di queste piante sono provvisti del floema, ma non di canali resiniferi; mentre i sesquiterpeni lattoni sono normalmente assenti (piante senza lattice). Alcune specie sono stolonifere, altre rizomatose.
Fusto. La parte aerea in genere è eretta, molto ramosa (rami ispidi) oppure decombente nana. I rami sono glabri o aracnoidi o spinescenti. Sono presenti anche brachiblasti.
Foglie. Le foglie in genere sono disposte in modo alternato e sono quasi sempre sessili e embricate o distanziate. La lamina è intera, piccola con forme generalmente strette tipo ericoide con punte mucronate; i margini sono continui e contorti. La superficie è sparsamente tomentosa o lanosa su entrambe le facce.
Infiorescenza. Le sinflorescenze sono sia scapose che composte da pochi capolini raccolti in formazioni corimbose dense. Le infiorescenze vere e proprie sono formate da un capolino terminale sessile di tipo discoide (con fiori omogami) o disciforme (con fiori eterogami). Raramente sono presenti capolini radiati (o sub-radiati). I capolini sono formati da un involucro, con forme da cilindriche a campanulate, composto da diverse brattee, al cui interno un ricettacolo fa da base ai fiori. Le brattee, colorate di bruno a consistenza cartacea, sono disposte in modo più o meno embricato su più serie e possono essere connate alla base (strati di stereoma indiviso);  talora possono avere un margine ialino. Il ricettacolo è nudo ossia senza pagliette a protezione della base dei fiori; la forma è piatta e alveolata.
Fiori.  I fiori (da 3 a 12 per capolino) sono tetra-ciclici (formati cioè da 4 verticilli: calice – corolla – androceo – gineceo) e pentameri (calice e corolla formati da 5 elementi). Sono inoltre tubulosi, attinomorfi e si distinguono in:
- fiori del disco esterni: sono femminili e sub-radiati;
- fiori del disco centrali: sono ermafroditi.

In questo gruppo di piante i fiori radiati (ligulati o del raggio) sono assenti; a volte sono confusi con i fiori femminili (tubulosi) del disco esterno più o meno sub-zigomorfi con un lembo piatto e possono essere interpretati come fiori del raggio.
- Formula fiorale:

*/x K {\displaystyle \infty }, [C (5), A (5)], G 2 (infero), achenio
- Calice: i sepali del calice sono ridotti ad una coroncina di squame.
- Corolla: la forma della corolla normalmente è tubolare con 5 lobi (raramente 4); i lobi hanno una forma deltata o più o meno lanceolata. Il colore della corolla è porpora con sfumature bianche e rosa.
- Androceo: l'androceo è formato da 5 stami sorretti da filamenti generalmente liberi; gli stami sono connati e formano un manicotto circondante lo stilo; le teche (produttrici del polline) sono prive di sperone, ma hanno la coda (una sola); le appendici apicali delle antere hanno delle forme piatte; il tessuto endoteciale (rivestimento interno dell'antera) è quasi sempre polarizzato (con due superfici distinte: una verso l'esterno e una verso l'interno). Il polline è di tipo echinato (con punte sporgenti) a forma sferica; è formato inoltre da due strati di ectesine, mentre lo strato basale è spesso e regolarmente perforato (tipo “gnafaloide”).[8]
- Gineceo: l'ovario è infero uniloculare formato da 2 carpelli. Lo stilo (il recettore del polline) è intero o biforcato con due stigmi nella parte apicale. Gli stigmi hanno una forma troncata; possono essere ricoperti da minute papille o avere dei penicilli apicali. Le superfici stigmatiche sono separate.[8] I nettari sono presenti.
- Antesi: principalmente da novembre a marzo. Alcune specie fioriscono in primavera e in estate.

Frutti. I frutti sono degli acheni con pappo. Gli acheni sono piccoli a forma ellissoide e simmetria bilaterale; la superficie è glabra e papillosa; il pericarpo può essere percorso longitudinalmente da alcuni fasci vascolari. Il pappo in genere ridotto, è formato da 18 - 32 setole capillari (piumose o barbate), basalmente connate.

## Biologia
Impollinazione: l'impollinazione avviene tramite insetti (impollinazione entomogama tramite farfalle diurne e notturne).

Riproduzione: la fecondazione avviene fondamentalmente tramite l'impollinazione dei fiori (vedi sopra).

Dispersione: i semi (gli acheni) cadendo a terra sono successivamente dispersi soprattutto da insetti tipo formiche (disseminazione mirmecoria). In questo tipo di piante avviene anche un altro tipo di dispersione: zoocoria. Infatti gli uncini delle brattee dell'involucro (se presenti) si agganciano ai peli degli animali di passaggio disperdendo così anche su lunghe distanze i semi della pianta. Inoltre per merito del pappo il vento può trasportare i semi anche a distanza di alcuni chilometri (disseminazione anemocora).

## Distribuzione e habitat
Le specie di questo genere sono distribuite nelle Province del Capo (Sudafrica) e in Namibia. L'habitat preferito sono le aree asciutte, rocciose e sabbiose, spesso in profonde sabbie o su affioramenti granitici.

## Tassonomia
La famiglia di appartenenza di questa voce (Asteraceae o Compositae, nomen conservandum) probabilmente originaria del Sud America, è la più numerosa del mondo vegetale, comprende oltre 23.000 specie distribuite su 1.535 generi, oppure 22.750 specie e 1.530 generi secondo altre fonti (una delle checklist più aggiornata elenca fino a 1.679 generi). La famiglia attualmente (2021) è divisa in 16 sottofamiglie; la sottofamiglia Asteroideae è una di queste e rappresenta l'evoluzione più recente di tutta la famiglia.

### Filogenesi
Il genere di questa voce è descritto nella tribù Gnaphalieae, una delle 21 tribù della sottofamiglia Asteroideae. Da un punto di vista filogenetico, la tribù Gnaphalieae fa parte del supergruppo (o sottofamiglia) "Asteroideae grade"; l'altro è il supergruppo "Non-Asteroideae" contenente il resto delle sottofamiglie delle Asteraceae. All'interno del supergruppo è vicina alle tribù Senecioneae, Calenduleae, Astereae e Anthemideae.
La sottotribù Gnaphaliinae è caratterizzata da portamenti di vario tipo con specie ginomonoiche e monoiche, da foglie con margini interi, da capolini disciformi omogami o eterogami e raramente radiati (o subradiati), dallo stilo con rami troncati e superfici stigmatiche separate apicalmente, da acheni glabri o con tricomi allungati e pappo ridotto.
Il genere della specie di questa voce appartiene al clade Stoebe, un gruppo informale della sottotribù Gnaphaliinae che occupa una posizione centrale nell'ambito filogenetico della sottotribù.
I caratteri distintivi del genere  Amphiglossa sono:
- le brattee dell'involucro sono colorate di bruno ed hanno una consistenza cartacea;
- i fiori sono colorati da porpora a bianco-rosa;
- gli acheni hanno la superficie papillosa e sono a simmetria bilaterale;
- il pappo ha 18 - 32 setole leggermente fuse alla base.

### Elenco delle specie
Questo genere ha 10 specie:
- Amphiglossa callunoides DC.
- Amphiglossa celans  Koek.
- Amphiglossa corrudaefolia  DC.
- Amphiglossa foliosa  J.C.Manning & Helme
- Amphiglossa grisea  Koek.
- Amphiglossa rudolphii  Koek.
- Amphiglossa susannae  Koek.
- Amphiglossa tecta  (Brusse) Koek.
- Amphiglossa thuja  (Merxm.) Koek.
- Amphiglossa tomentosa  Harv.